# .17 Mach IV
El .17 Mach IV es un cartucho de rifle de fuego central, no comercial, basado en el casquillo del .221 Remington Fireball, con el cuello ajustado para disparar 0,172 pulgadas (4,4 mm) bala. El cartucho fue introducido en 1962 por Vern O'Brien.  El cartucho ofrecía una fácil conversión de caja y buena balística, pero no podía competir contra el .17 Remington .
El nombre, Mach IV, proviene de la afirmación de que las balas pueden llegar a 4,000 pies por segundo (1,200 m/s: Match 3.6)
El .17 Mach IV se hizo muy popular entre los cazadores de alimañas, tanto que en 2007, Remington presentó su propia versión muy similar, el .17 Remington Fireball .